# 橘しんご
橘 しんご（たちばな しんご、1966年2月18日 - ）は日本のDJ、パーソナリティ、フリーキャスター。

## 経歴
本名・同じ(ただし、しんごは漢字表記)。福岡県出身。血液型O。既婚。東京外国語大学中国語学科卒業。第38回ギャラクシー賞 DJパーソナリティー賞受賞 (2001年)。

## YOUTUBE
- tachiyomist - YouTubeチャンネル

## 出演番組
※Kiss-FM KOBE、BAN-BANラジオの番組は全てSHINGO名義で出演。

### 現在の出演番組

#### ラジオ
- グッ★モニ(2024年4月-)  (MUSICBIRD)
- Morning Community 月・火・水担当（2014年9月-）（MUSIC BIRD）

### 過去の出演番組

#### テレビ
- ゼベック・オンライン（2003年1月 - 2004年3月、TOKYO MX）
- あっぱれ!KANAGAWA大行進（2004年4月 - 2005年3月、tvk）
- TOKYOモーニングサプリ（2006年4月 - 2006年9月、TOKYO MX）
- TOKYO MX NEWS（2006年10月 - 2009年9月、TOKYO MX）

#### ラジオ
- SHINGO'sバンバン雑誌ショー（2009年10月-2014年3月）（BAN-BANラジオ）
- AB CALL SATURDAY PARTY LINE（FM yokohama）
- JUNPIN'JAMIN'（FM yokohama）
- Radio Viking One-80 Thursday（FM FUJI）
- RADIO BAGUS COLLEGE CHART TUESDAY（FM福岡）
- Kissner's chart Attack（Kiss-FM KOBE）
- SHINGO'S RADIO SHOW〜N.E.T.A〜（Kiss-FM KOBE）
- SHINGO'S RADIO SHOW〜花鳥風月〜（Kiss-FM KOBE）
- SHINGO'S RADIO SHOW モクシチ（2019年4月-2021年3月、Kiss FM KOBE）
- WHAT'S NEW KOBE（Kiss-FM KOBE）
- Kiss MUSIC PLANET（Kiss-FM KOBE）
- FRIDAY NIGHT CHAT CLUB（Kiss-FM KOBE）
- ロック魂（TBSラジオ）
- サタデーナイトエンタテイメント FEVER!（TBSラジオ）
- ストリーム（2001年 - 2009年、TBSラジオ）「立ち読みストリーム（週刊誌チェック）」タチヨミストSHINGOとして
- SUNSET CRUISE(NACK5)
- SHINGO'S RADIO SHOW〜NIGHT☆FEVER〜（2014年4月-2024年3月）（MUSIC BIRD）

#### 舞台
- COUGH〜掟破りの逆サソリ〜（1998年/神戸アートビレッジセンター）
- 立噺亭〜撃つなら俺の友を撃て〜（1999年/大阪中津ミノヤホール、桂かい枝と共演）

## 楽曲
『Kissner's chart Attack』のテーマ曲『Kissner's chart Attack No.1』（『アタックNo.1』の替え歌）を歌っていた。音盤化はされていない。